# Calipan
Calipan är en ort i Mexiko.   Den ligger i kommunen Coxcatlán och delstaten Puebla, i den sydöstra delen av landet, 240 km sydost om huvudstaden Mexico City. Calipan ligger 1 160 meter över havet och antalet invånare är 4 454.
Terrängen runt Calipan är varierad. Runt Calipan är det ganska glesbefolkat, med 35 invånare per kvadratkilometer. Närmaste större samhälle är San Sebastián Zinacatepec, 9,8 km nordväst om Calipan. Trakten runt Calipan består till största delen av jordbruksmark.